# Melipona schwarzi
Melipona schwarzi là một loài Hymenoptera trong họ Apidae. Loài này được Moure mô tả khoa học năm 1963.